# Steptacular
Steptacular è il secondo album in studio del gruppo musicale britannico Steps pubblicato nel 1999.

## Tracce
1. Tragedy – 4:30 (Barry Gibb, Robin Gibb, Maurice Gibb)
2. After the Love Has Gone – 4:35 (Mark Topham, Karl Twigg, Lance Ellington)
3. Love's Got a Hold on My Heart – 3:19 (Andrew Frampton, Pete Waterman)
4. Say You'll Be Mine – 3:33 (Frampton, Waterman)
5. I Think It's Love (Claire solo) – 4:28 (Topham, Twigg, Ellington)
6. Make It Easy on Me (Lisa solo) – 3:34 (Mike Stock, Matt Aitken, Waterman)
7. Deeper Shade of Blue – 4:16 (Topham, Twigg)
8. Movin' On – 3:29 (Mike Stock, Waterman, Sara Dallin,
 Keren Woodward)
9. Never Say Never Again – 3:51 (Frampton, Waterman)
10. When I Said Goodbye – 3:30 (Topham, Twigg)
11. I Surrender – 3:42 (Topham, Twigg)
12. Since You Took Your Love Away (Faye solo) – 4:35 (Frampton, Waterman)
13. My Best Friend's Girl (H solo) – 3:40 (Topham, Twigg, Ellington)
14. You're Everything That Matters to Me – 4:23 (Jackie James)

## Formazione
- Lee Latchford-Evans
- Claire Richards
- Lisa Scott-Lee
- Faye Tozer
- Ian "H" Watkins